# Bobryk Perszyj
Bobryk Perszyj (ukr. Бобрик Перший) – wieś na Ukrainie, w obwodzie odeskim, w rejonie podolskim, w hromadzie Lubasziwka, nad Kodymą. W 2001 roku liczyła 658 mieszkańców.